# أب بر
أب بر هي مدينة إيرانية صغيرة، وهي مركز مقاطعة طارم التي هي إحدى مقاطعات محافظة زنجان، وقد بلغ عدد سكان آبر 4,918 نسمة وفقاً لإحصائية عام 2006 م يتوزعون على 1,358 عائلة. وسكان آب بر كبقية مدن محافظة زنجان من الأقلية الآذرية، ويتحدثون اللغتين الأذرية والفارسية.